# Ora et labora
Ora et labora (от латински: моли се и работи) се отнася до католическата монашеска практика на работа и молитва, обикновено свързана с нейното използване в Бенедиктинския орден.
Въпреки че Ora et labora е широко разглеждан като принцип на бенедиктинските манастири, той не е включен в Правилата на Свети Бенедикт, а датира от късното Средновековие. Цялата фраза гласи: Ora et labora (et lege), Deus adest sine mora („Молете се и работете (и четете), Бог е там (или: Бог помага) без забавяне“). В Бенедиктинските правила labora означава ръчен труд.

## Интерпретация
Бенедиктинската интерпретация тълкува ora et labora като „единство на напрежение“, което може да бъде предадена само по духовен път. В резултат на това молитвата „не е заместител на работата и обратно“, а се създава връзка и взаимно влияние, които документират взаимната препратка една към друга положена в същината им. Става дума за „търсене на зрялост и святост в взаимното проникване на концентрация и работа“.
Максимата се препоръчва като антидот за „активизъм“ и „мислене за постижения“, за да се „намери правилното равновесие между търсенето на абсолютността и ангажираността в ежедневните отговорности, между спокойствието на наблюдението и усърдието в служба“.